# Thomas Wiesel
Pour les articles homonymes, voir Wiesel.
Thomas Wiesel, né le 10 juillet 1989 à Lausanne, est un humoriste suisse.

## Biographie

### Origines et famille
Thomas Matthieu Wiesel naît le 10 juillet 1989 à Lausanne. Il est originaire de Tolochenaz et issu, en ligne paternelle, d'une famille de culture juive.  
Son père, Paul, gastro-entérologue, est né en Roumanie ; sa mère, née Carmen Odile Piccand, est fribourgeoise et infirmière de formation. Il a un frère et une sœur. 
Elie Wiesel est le cousin de son grand-père paternel. 

### Études et parcours professionnel
Il étudie dans le même gymnase que Jonas Schneiter. Diplômé d'HEC Lausanne en 2011, et après un an à l'Université du Michigan à Ann Arbor, il commence une carrière de comptable dans une entreprise genevoise. 

### Parcours artistique
En mars 2012, il remporte le Banane Comedy Club à Lausanne devant Yoann Provenzano,. Par la suite, il est apparu en particulier dans le Jamel Comedy Club, au Montreux Comedy Festival et dans les émissions matinales de LFM et One FM. En 2016, il a également une chronique dans l'émission Les Beaux Parleurs de La Première, en alternance avec d'autres humoristes.
En janvier 2016, Thomas Wiesel publie une vidéo critiquant le parti suisse conservateur Union démocratique du centre, à la suite de quoi il est bloqué du réseau social Facebook pendant plusieurs heures. En avril 2016, des suites d'une autre chronique sur le président turc Recep Tayyip Erdoğan qui déchaîne des insultes très violentes à son égard, il répond publiquement sur le réseau social en affirmant « je me remets en question constamment ». Il confesse être inspiré par le « roast ». C'est une façon de faire de l'humour à la télévision américaine qui consiste à se moquer sans concession d'une personnalité publique. De plus, il déclare que son but est « de faire rire pour faire réfléchir ». Il ajoute qu'il ne veut pas devenir une personnalité politique.
Lors du second semestre 2016, il anime une chronique hebdomadaire dans l’émission Quotidien de Yann Barthès, sur TMC. La RTS lui consacre également un long reportage dans son émission Mise Au Point. Darius Rochebin le reçoit également dans son émission d'entretiens : Pardonnez-moi.
Il fait la première partie du spectacle de Kev Adams et Gad Elmaleh tout est possible à l'Arena de Genève.
Du 28 août 2017 au 29 janvier 2018, il fait partie de l'équipe de La Bande originale, l'émission de Nagui diffusée quotidiennement sur France Inter, pour une chronique humoristique.
Il multiplie les aller-retour en France, Belgique ainsi qu'au Québec. Il apprécie voyager à l'étranger pour écrire et jouer des blagues adaptées à l'actualité locale et à la façon de vivre du coin. Selon l'humoriste canadien Mike Ward, il l'a fait lors de sa venue au Bordel Comédie Club de Montréal.
Il présente à partir de février 2018 une émission humoristique sur la RTS, appelée Mauvaise langue. Dans cette dernière, il analyse avec son humour cynique les faits d'actualité suisses ou étrangers. Il est accompagné par l'humoriste Blaise Bersinger. L'émission est inspirée des talk-shows américains. Thomas Wiesel dit notamment s'inspirer de Last Week Tonight with John Oliver ou The Daily Show du temps où Jon Stewart le présentait. Lors de la seconde saison, Blaise Bersinger le remplace seul à la présentation de l’émission.
Le style d'humour de Thomas Wiesel est caractérisé en grande partie par l'autodérision et la critique de l'actualité suisse et internationale.
Son agent était Pierre Naftule.
En 2017, il dénonce au directeur de la RTS l'usage de faux profils féminins sur les réseaux sociaux par le journaliste vedette Darius Rochebin pour entrer en contact avec de jeunes hommes. Lorsque l'affaire devient publique en 2020, il se dit soulagé.
Le 29 juin 2021, il remporte le Prix de l'humour 2021 de la Société suisse des auteurs (Prix SSA de l'humour).

### Vie privée
Il a évoqué sa stérilité dans un sketch. 

## Spectacles
- 2017 : Thomas Wiesel à Beaulieu[27]
- 2019 : Ça va[28]
- 2023 : Thomas Wiesel travaille[29]

## Vidéographie
- Thomas Wiesel (2020) Humour, pensée et politiquement correct ; Thinkerview ; diffusé en direct le 7 janvier 2020 évoquant l'Union démocratique du centre et le politiquement correct.

## Filmographie
- 2022 : La Ligne, d'Ursula Meier : Claudio
- 2024 : Espèce menacée : Thomas